# Boso (kamerling)
Boso (zm. 1178) – włoski kardynał i historyk, autor żywotów papieży od 817 roku wchodzących w skład Liber Pontificalis, kamerling Świętego Kościoła Rzymskiego.

## Kwestia pochodzenia
Według tradycyjnej historiografii kardynał Boso był z pochodzenia Anglikiem, nazywał się Boso Breakspear i był siostrzeńcem papieża Adriana IV (Nicholas Breakspear). W młodości miał wstąpić do zakonu benedyktynów w opactwie St. Alban, a do pracy w kurii papieskiej miał trafić dzięki protekcji swego krewnego Nicholasa Breakspeara, kiedy ten uzyskał nominację kardynalską w 1146.
Powyższy pogląd był akceptowany jeszcze w początkach XX wieku, jako że przemawiało za nim sporo danych pośrednich np. przyjaźń Boso z arcybiskupami Canterbury Teobaldem i Tomaszem Becketem oraz niewątpliwe zaufanie, jakim darzył go Adrian IV, niemniej w toku dalszych badań historycznych został on definitywnie obalony. W latach 50. i 60. Boso występował często jako ekspert w sprawach Toskanii i obrońca toskańskich interesów, co sugeruje raczej jego pochodzenie z tego regionu, a nie z Anglii. Z kolei jego znajomość z Teobaldem oraz Becketem została zawiązana najprawdopodobniej w latach 1143–45, kiedy w Rzymie przebywała angielska legacja z arcybiskupem Teobaldem z Canterbury na czele i młodym Tomaszem Becketem w jej składzie i niekoniecznie dowodzi jego jakichkolwiek bezpośrednich związków z Anglią. Decydującym argumentem jest jednak fakt, że Boso pojawił się w kurii papieskiej nie razem z Nicholasem Breakspearem w roku 1146 (czy też 1149), lecz już w 1135 w otoczeniu pochodzącego z Pizy kardynała Guido z SS. Cosma e Damiano. Najpewniej więc ojczyzną Boso była Toskania, choć dokładne miejsce pochodzenia pozostaje niepewne. Najwięcej poszlak wskazuje na miejscowość Loppia koło Lukki. Prawdopodobnie nie był też benedyktynem lecz członkiem kongregacji kanoników regularnych S. Maria di Reno w Bolonii.

## Życiorys
Boso około roku 1135 przeszedł na służbę do kardynała Guido Pisano, który w 1146 roku został kanclerzem św. Kościoła Rzymskiego. Prawdopodobnie dzięki jego protekcji Boso został skryptorem i notariuszem Kancelarii. Po śmierci Guido Pisano w 1149 stanął na czele Kancelarii Apostolskiej, jednak bez tytułu kanclerskiego. Występuje jako datariusz bulli papieskich między 6 listopada 1149 a 3 maja 1153. W tym czasie zaprzyjaźnił się z Nicholasem Breakspearem, biskupem Albano. Kiedy Nicholas został papieżem Adrianem IV w grudniu 1154, niemal natychmiast mianował go kamerlingiem św. Kościoła Rzymskiego. Boso rychło stał się jego najbardziej zaufanym współpracownikiem. Sprawował w jego imieniu kontrolę nad Castel Sant'Angelo w Rzymie, uzyskał też dużą władzę na terytorium całego Patrymonium św. Piotra, m.in. kontrolując kilka twierdz i mając pod swoją komendą zbrojne oddziały. W grudniu 1156 Adrian IV mianował go kardynałem diakonem Santi Cosma e Damiano, w tej roli występuje w dokumentach między 4 stycznia 1157 a 2 sierpnia 1165. Odegrał dużą rolę w trakcie podwójnej papieskiej elekcji 1159, udzielając poparcia Aleksandrowi III. Mimo to po jego wyborze utracił stanowisko kamerlinga i w latach 1159–61 przebywał w rodzinnej Toskanii jako kolektor danin papieskich. W 1162 dołączył do kurii Aleksandra III we Francji. Prawdopodobnie w grudniu 1165 uzyskał promocję do rangi kardynała-prezbitera Santa Pudenziana (po raz pierwszy poświadczony w tej godności 18 marca 1166). Jego imię po raz ostatni występuje w bulli papieskiej datowanej 29 lipca 1178; prawdopodobnie niedługo po tej dacie zmarł, być może 12 września 1178.

## Historyk i hagiograf
Kardynał Boso jest autorem żywotów papieży począwszy od śmierci Stefana V w 817 roku aż do współczesnego mu Aleksandra III, które weszły w skład Liber Pontificalis. Jego dzieła należą do pierwszorzędnych źródeł na temat historii papiestwa w XII wieku, zwłaszcza do okresu schizmy 1159–78. Był także autorem żywotów świętych oraz kilku traktatów teologicznych. Ponadto zachowało się ponad 20 wydanych przez niego dokumentów z lat 1157–59, kiedy był kamerlingiem Kościoła, które dają wgląd w sposoby zarządzania terytoriami papieskimi w połowie XII wieku.